# ワレリー・ドボイニコフ
ワレリー・ドボイニコフ（Valeriy Vasylovych Dvoinikov  1950年5月4日- ）は旧ソ連のチェリャビンスク州・オジョルスク出身のウクライナの柔道選手。階級は軽中量級。身長170cm。体重77kg。

## 人物
最初はサンボに取り組んでいて、ソ連国内のジュニアチャンピオンになり、さらにシニアでも3位になったが、1971年からは本格的に柔道に専念することにした。
1975年の世界選手権軽中量級では決勝で同じソ連のウラジミール・ネフゾロフに内股で敗れて2位となった。1976年にはフランス国際とヨーロッパ選手権で優勝を飾った。しかし、1976年モントリオールオリンピックには同じ階級のネフゾロフとの代表争いを避けて1階級上の中量級に出場して決勝まで進むものの、園田勇に大内刈で有効と効果を取られて敗れたが銀メダルを獲得した。
引退後はウクライナやポルトガルなどでコーチとなるが、1994年からはベルギーでコーチを務めている。

## 主な戦績
- 1970年 - ヨーロッパジュニア　優勝
- 1971年 - ヨーロッパ選手権　3位
- 1972年 - ソ連国際　優勝
- 1974年 - ソ連国際　優勝
- 1974年 - ヨーロッパ選手権　2位
- 1974年 - 世界学生　優勝
- 1975年 - ヨーロッパ選手権　2位
- 1975年 - 世界選手権　3位
- 1976年 - フランス国際　優勝
- 1976年 - ヨーロッパ選手権　優勝
- 1976年 - モントリオールオリンピック　2位(中量級)
- 1978年 - オランダ国際　3位(71kg級)
- 1979年 - ポーランド国際　3位(78kg級)